# Joana Ribeiro
Joana Ribeiro, née le 25 mars 1992 à Lisbonne, est une actrice et mannequin portugaise.

## Biographie
Elle a un petit frère nommé Francisco, qui a 4 ans de moins qu'elle. Son père est ingénieur et sa mère est vétérinaire.
Elle commence par prendre des cours d'architecture, mais elle se rend vite compte que sa vocation est d'être une actrice.
Elle débute à la télévision, puis tient son premier rôle important au cinéma dans L'Homme qui tua Don Quichotte, de Terry Gilliam, où elle interprète le rôle féminin principal.

## Filmographie

### Télévision
| Année     | Titre                     | Personnage         | Chaîne                      |
| --------- | ------------------------- | ------------------ | --------------------------- |
| 2012-2013 | Dancin' Days              | Mariana Corte-Real | SIC                         |
| 2013-2014 | Sol de Hiverno            | Margarida          | SIC                         |
| 2015-2016 | Poderosas                 | Luísa Nogueira     | SIC                         |
| 2017      | Madre Paula               | Paula              | RTP1                        |
| 2017-2018 | Paixão                    | Ana Rita Sobral    | SIC                         |
| 2018-2019 | A Teia                    | Diana Figueiredo   | TVI                         |
| 2022      | The Man Who Fell to Earth | Lisa Dominguez     | Showtime                    |
| 2022      | Das Boot                  | Ines de Pina       | Sky One (German TV channel) |

### Cinéma
- 2015 :
  - Gasolina (court métrage) ;
  - À une heure incertaine.
- 2018 :
  - L'Homme qui tua Don Quichotte de Terry Gilliam : Angelica ;
  - Le Cahier noir de Valeria Sarmiento : Charlotte Corday.
- 2019 : Linhas tortas de Rita Nunes (pt) : Luísa ;
- 2020 : Fatima de Marco Pontecorvo : la Vierge Marie ;
- 2021 : Infinite d'Antoine Fuqua : Leona.